# Echinogorgia studeri
Echinogorgia studeri är en korallart som först beskrevs av Kükenthal 1908.  Echinogorgia studeri ingår i släktet Echinogorgia och familjen Plexauridae. Inga underarter finns listade i Catalogue of Life.